# Svínafell (kulle i Island, Västlandet, lat 65,11, long -21,44)
Svínafell är en kulle i republiken Island. Den ligger i regionen Västlandet, 110 km norr om huvudstaden Reykjavík. Toppen på Svínafell är 449 meter över havet.
Trakten runt Svínafell är nära nog obefolkad, med mindre än två invånare per kvadratkilometer. Närmaste större samhälle är Búðardalur, omkring 15 kilometer väster om Svínafell. Trakten runt Svínafell består i huvudsak av gräsmarker.